# 庄内沖地震
庄内沖地震（しょうないおきじしん）とは、1833年12月7日 （天保4年10月26日）14時頃に山形県沖（北緯 38.9 東経 139.25）の日本海で発生した地震。規模は、マグニチュード 7.5（Mw 8.0）程度と推定されている。地震により津波が発生し、東北地方の日本海側と新潟県だけでなく能登半島にも被害を及ぼした。
出羽国沖地震（でわのくにおきじしん）、庄内地震（しょうないじしん）、あるいは羽前沖地震（うぜんおきじしん）とも呼ばれる。

## 概要
庄内地方で壊家475戸、津波による溺死者38人。能登半島の輪島で溺死者47人。宇佐見による調査で震度6の揺れが推定された場所は新潟県から山形県にまたがる長さ80kmの地域、震度5は新潟から秋田に至る約250kmでかつ、最上川沿いの山形盆地まで。震度4は津軽・北海道松前から能登半島まで及んだ。

## 津波
津波遡上距離の違いから、1964年の新潟地震よりも大きな津波が発生したと考えられ、津波高は波源に近い湯野浜から府屋間で5 - 6m、局地的に7 - 8m。新潟県の角田浜・五ヶ浜では地盤高5m以上の砂浜に遡上、佐渡の岩谷口も6.4m、波源から遠い輪島でも津波高は5.3mと考えられている。新川河口では2.5km程遡上し被害を生じたが、阿賀野川等での遡上到達点は未解明である。
震源域は新潟地震に重なるとの見方もあるが、新潟地震の震源域の北側で発生した地震とも考えられ、1983年の日本海中部地震の発生以降注目され積極的な調査が行われた。

## 規模
河角廣(1951)は規模MK = 5. を与え、マグニチュードは M 7.4に換算されている。宇津(2001)は M 7.7、宇佐美(2003)は M 7 1/2±1/4と推定している。
大長(1989)は湯野浜28km沖に震央を仮定して M 7.8とし、相田(1989)は津波の数値実験による断層モデルから、地震モーメントを1.26×1021 N・m (Mw = 8.0)と推定している。